# George Dommer
George Dommer & Co. is een Nederlands chemiebedrijf dat bestond van 1782 tot kort na 1826. Het was gevestigd te Nieuwer-Amstel.
Het bedrijf kwam voort uit een handel in chemicaliën en drogerijen. In 1782 werd te Nieuwer-Amstel de chemische fabriek Nieuwenburg gesticht op het terrein van een voormalige katoendrukkerij. Hier werden tal van chemicaliën geproduceerd dan wel geraffineerd, zoals oleïteiten (fijne oliën), sterkwater, kamfer, borax. Daarnaast ook mercuraliën ofwel kwikpreparaten, zoals sublimaat. In 1971 verscheen op een naastgelegen terrein een fabriek waar vermiljoen, sterkwater, vitrioololie (zwavelzuur) en spiritus salem (zoutzuur) werden vervaardigd. Ook salpeter behoorde tot het assortiment. In 1798 werd dit gevolgd door een salmiak en glauberzoutfabriek. In 1799 kwam ook een fabriek voor karmijn, Florentijnse lak en ultramarijn (op basis van smalt). Deze kleurstoffen werden toegepast in een in 1800 porseleinfabriek. Er werkten toen 30 arbeiders.
De uitbreidingen hebben het bedrijf echter veel schulden bezorgd en in 1816 werkten er nog maar enkele arbeiders. Slechts de kamferstokerij en de boraxraffinaderij bestonden nog. Uiteindelijk ging het bedrijf te gronde.

## Externe bron
- H. Lintsen (red.), 1992-1995. Geschiedenis van de techniek in Nederland, deel 4, ISBN 906011 859 6.